# Benjamin Walker
Benjamin Walker Scodelario-Davis, tidigare enbart Davis, född 21 juni 1982 i Cartersville i Georgia, är en amerikansk skådespelare och ståuppkomiker. Han spelade huvudrollen som Andrew Jackson i musikalen Bloody Bloody Andrew Jackson, som hade premiär på Broadway under år 2010. Han har därefter medverkat i andra Broadwayproduktioner, bland annat i rollen som Patrick Bateman i 2016 års musikalanpassning av romanen American Psycho, och Chris Keller i 2019 års återupplivning av All My Sons, för vilken han blev nominerad till en Tony Award för bästa skådespelare i en pjäs. På vita duken är han känd för sin titelroll i 2012 års film Abraham Lincoln: Vampire Hunter, samt för roller i Kinsey, Flags of Our Fathers och In the Heart of the Sea. År 2019 spelade han rollen som Erik Gelden i den tredje och sista säsongen av Jessica Jones. Han syns även i rollen som Gil-Galad i Amazon Prime Video-serien Sagan om ringen: Maktens ringar.
Walker förlovade sig år 2009 med skådespelerskan Mamie Gummer, och de gifte sig 2011. I mars 2013 tillkännagavs det att paret som var bosatta i en lägenhet i Brooklynområdet Park Slope, hade separerat och hade planer på att skilja sig. Han gifte sig sedan i slutet av 2015 med sin tidigare motspelare Kaya Scodelario, efter att de varit förlovade sedan år 2014. Paret, som vid giftermålet antog dubbelefternamnet "Scodelario-Davis", har två barn (en son och en dotter), födda i november 2016 respektive december 2021. I februari 2024 tillkännagav paret att de skulle separera.

## Filmografi (i urval)

### Filmer
- 2004 – Kinsey
- 2005 – The Notorious Bettie Page
- 2006 – Flags of Our Fathers
- 2012 – Abraham Lincoln: Vampire Hunter
- 2015 – In the Heart of the Sea
- 2016 – The Choice
- 2017 – Shimmer Lake
- 2021 – The Ice Road
- 2022 – The King's Daughter
- 2024 – September 5[6]

### TV-serier
- 2006 – 3 lbs (TV-serie)
- 2019 – Traitors (TV-serie)
- 2019 – Jessica Jones (TV-serie)
- 2021 – Den underjordiska järnvägen (TV-serie)
- 2022 – Sagan om ringen: Maktens ringar (TV-serie)